# Тандо Велафі
Тандо Велафі (англ. Tando Velaphi, нар. 17 лютого 1987, Перт) — австралійський футболіст, воротар клубу «Перт Глорі».

## Клубна кар'єра
Народився 17 лютого 1987 року в місті Перт в родині зімбабвійця і японки. Вихованець клубу «Перт» зі свого рідного міста. У 2006 році він поїхав в оренду в «Ньюкасл Юнайтед Джетс», а через рік в «Квінсленд Роар». В останньому клубі 17 січня 2007 року в матчі проти «Мельбурн Вікторі» він дебютував у А-Лізі. Втім цей матч так і залишився єдиним і влітку того ж року Тандо перейшов у «Перт Глорі», де протягом чотирьох сезонів був основним воротарем команди.
У 2011 році Велафі перейшов у «Мельбурн Вікторі», підписавши контракт на два роки. 5 квітня в матчі Ліги чемпіонів АФК проти китайського «Тяньцзинь Теда» він дебютував за новий клуб. Тандо програв конкуренцію за місце в основі Натану Коу, через отриману травму і за два сезони зіграв всього у 3 матчах чемпіонату і 4 іграх Ліги чемпіонів.
В 2013 році в пошуках ігрової практики Велафі перейшов в «Мельбурн Сіті». 28 березня 2014 року в поєдинку чемпіонату проти «Брисбен Роар» він дебютував за Сіті. Втім і у новій команді основним гравцем не був.
Згодом з 2016 року недовго пограв за японський «Сьонан Бельмаре», за який провів 5 матчів у Джей-лізі, а команда вилетіла у другий дивізіон. Не провівши там жодної гри Велафі повернувся на батьківщину у «Веллінгтон Фенікс», а у липні 2018 року знову став гравцем клубу «Перт Глорі», втім у жодній з команд не був першим воротарем.

## Виступи за збірні
2006 року залучався до складу молодіжної збірної Австралії, а у складі олімпійської збірної Австралії взяв участь у Олімпійських іграх 2008 року у Пекіні. На турнірі він був запасним і не виходив на поле. Всього на молодіжному рівні зіграв у 13 офіційних матчах.